# Di nixi
En la antigua religión romana, las di nixi (o dii nixi), también Nixae, eran deidades del nacimiento. Se las representaba arrodilladas o en cuclillas, una posición de parto más común en la antigüedad que en tiempos modernos. Festo el gramático del siglo II explica su nombre como el participio del verbo latin nitor, niti, nixus, "sostenerse a uno mismo," también "esforzarse, trabajar," en el sentido de "estar en trabajo de parto, dar a luz." Varro (siglo I a. C.) indica que enixae era el término de las mujeres en trabajo de parto llevadas por la Nixae, quien supervisaba las prácticas religiosas relacionadas con el parto. En algunas ediciones de la Metamorphoses de Ovidio, se interpreta una frase como haciendo referencia a Lucina la diosa del parto y su contraparte colectiva, las Nixi.
Un grupo de estatuas de tres nixi o nixae arrodilladas estaban erigidas frente al Templo de Minerva en la Colina Capitolina. Estas habían sido llevadas a Roma por Manio Acilio Glabrión entre el botín confiscado a Antíoco el Grande después de su derrota en las Termópilas en 191 a. C., o quizás del saqueo de Corinto en 146.
En la iconografía del mito griego, la pose de rodillas también se encuentra en representaciones de Leto (Latona en romano) dando a luz a Apolo y Artemisa (Diana), y de Auge dando a luz a Télefo, hijo de Heracles (Hércules). Si bien el antiguo griego ginecólogo Sorano había desaprobado dar a luz de rodillas por ser "doloroso y vergonzoso", lo recomienda para las mujeres obesas y lordóticas, es decir, aquellas con una curvatura cóncava de la espalda baja en las que el útero no está alineado con el canal del parto.

## Topografía y ritual

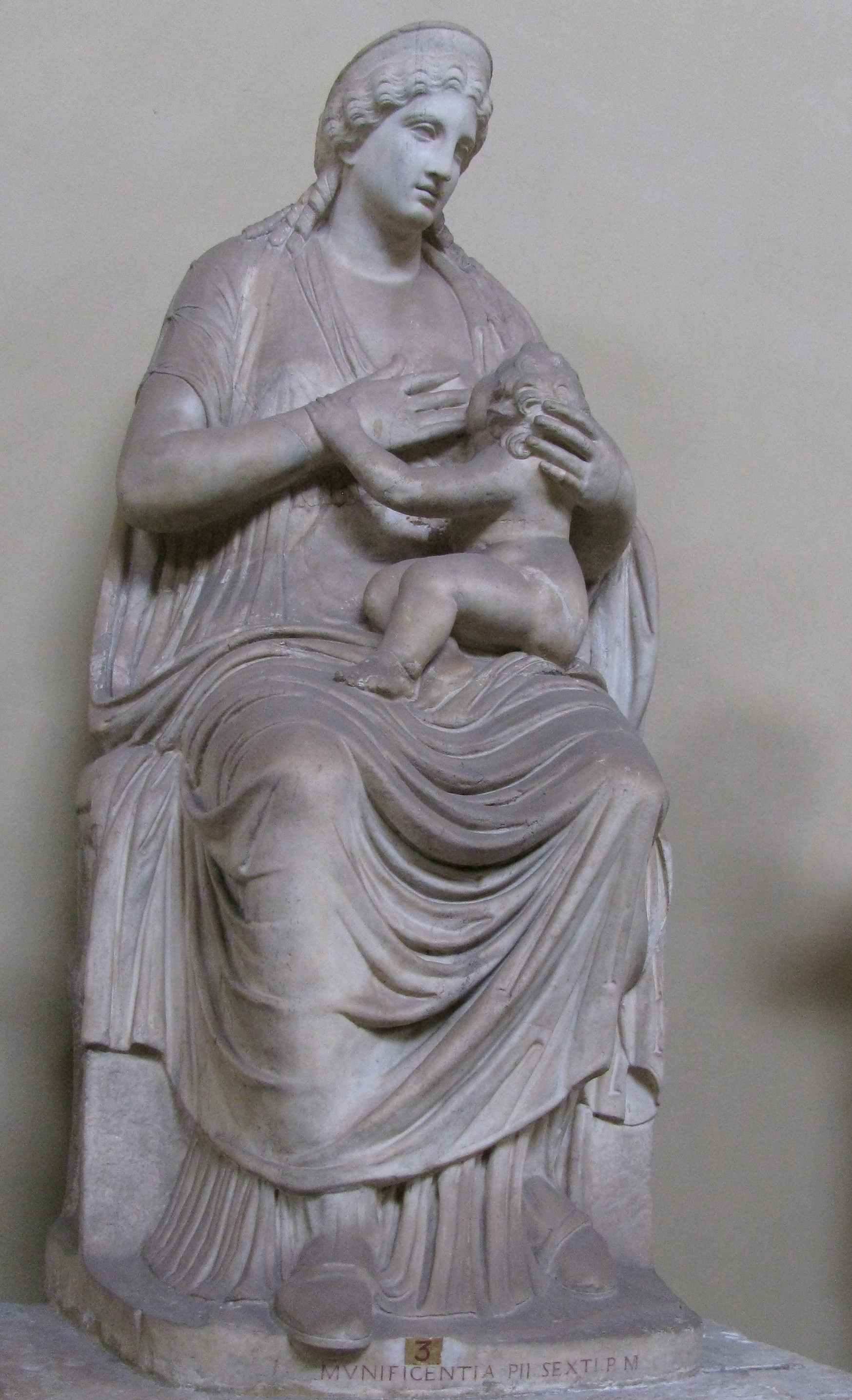
Isis romanizada dando de mamar a Harpócrates.

Como guardianas del umbral de la vida, las Nixi o Nixae también pueden haber estado asociadas con una nueva vida en el sentido de renacimiento teológico o salvación. Un altar de la Nixae, dentro del Tarentum en el área general del Campo de Marte, fue el lugar del sacrificio anual del Caballo de octubre. El altar posiblemente estaba bajo tierra, al igual que el altar cercano de Dis Pater y Proserpina. El Tarentum dio su nombre a los juegos rituales que allí se celebraban (ludi tarentini) que se convirtieron en los juegos seculares. Una larga inscripción marca la ocasión de estos juegos bajo Augusto en el 17 a. C. y señala un sacrificio nocturno realizado por las Ilithyis, Ilitía, las contrapartes griegas de las Nixae como diosas del nacimiento. La frase nuptae genibus nixae ("novias trabajando de rodillas") aparece dos veces en esta invocación. La actitud de devoción o reverencia expresada por genibus nixae o genu nixa, que también podría traducirse como "de rodillas", es una fórmula en los textos e inscripciones latinos.
Se ha sugerido que la iconografía de arrodillarse se asoció con el nacimiento porque las mujeres buscaron ayuda divina para lo que a menudo era una experiencia potencialmente mortal en el mundo antiguo. Arrodillarse también jugó un papel en el ritual de iniciación de la religión misteriosa, que ofrecía la promesa de renacimiento.
Las mujeres rezaron y celebraron banquetes sagrados en los Juegos Saeculares, que se caracterizaron por una "celebración abierta e inusual de mujeres, niños y familias en un festival cívico". El papel de la mujer en esta ocasión estaba en consonancia con el énfasis de Augusto en las familias como necesarias para la vitalidad del estado romano.
Robert E.A. Palmer ha especulado que el área donde se encontraba el altar de Nixae (Plaza Navona) continuó teniendo importancia en la era cristiana moderna:

La sombra de la Nixae se cierne sobre San Agustín. Durante horas me he sentado frente al interior del portal central de esta iglesia que siempre está sellada para dar cabida a los cientos de exvotos de la estatua de la Virgen sentada del (Divin) Parto [Nuestra Señora del Divino Parto] y he observado a la luz de las velas. decenas de mujeres romanas tocan ciertas partes de ese ídolo cristiano en un orden determinado. ¿Quién puede decir si San Trifón había albergado a una Madre de Dios similar y si ella rastreó su pedigrí hasta la Madre Tierra o la Isis con el Infante Harpócrates?